# Metarica (distrito)

localização do distrito de Metarica em Moçambique

Metarica é um distrito situado na província de Niassa, em Moçambique, com sede na localidade de Metarica. Tem limite a norte com o distrito de Maúa, a oeste com o distrito de Mandimba, a sul com o distrito de Cuamba e a este com o distrito de Malema da província de Nampula.

## Demografia
Em 2007, o Censo indicou uma população de 29 439 residentes. Com uma área de 3489  km², a densidade populacional rondava os 8,44 habitantes por km². Esta população representa um aumento de 44,1% em relação aos 20 430 habitantes registados no Censo de 1997.

## Divisão administrativa
O distrito está dividido em dois postos administrativos (Metarica e Nacumua), compostos pelas seguintes localidades:
- Posto Administrativo de Metarica:
  - Metarica
  - Namicunde
- Posto Administrativo de Nacumua:
  - Nacumua
  - Muhemele